# Planorism

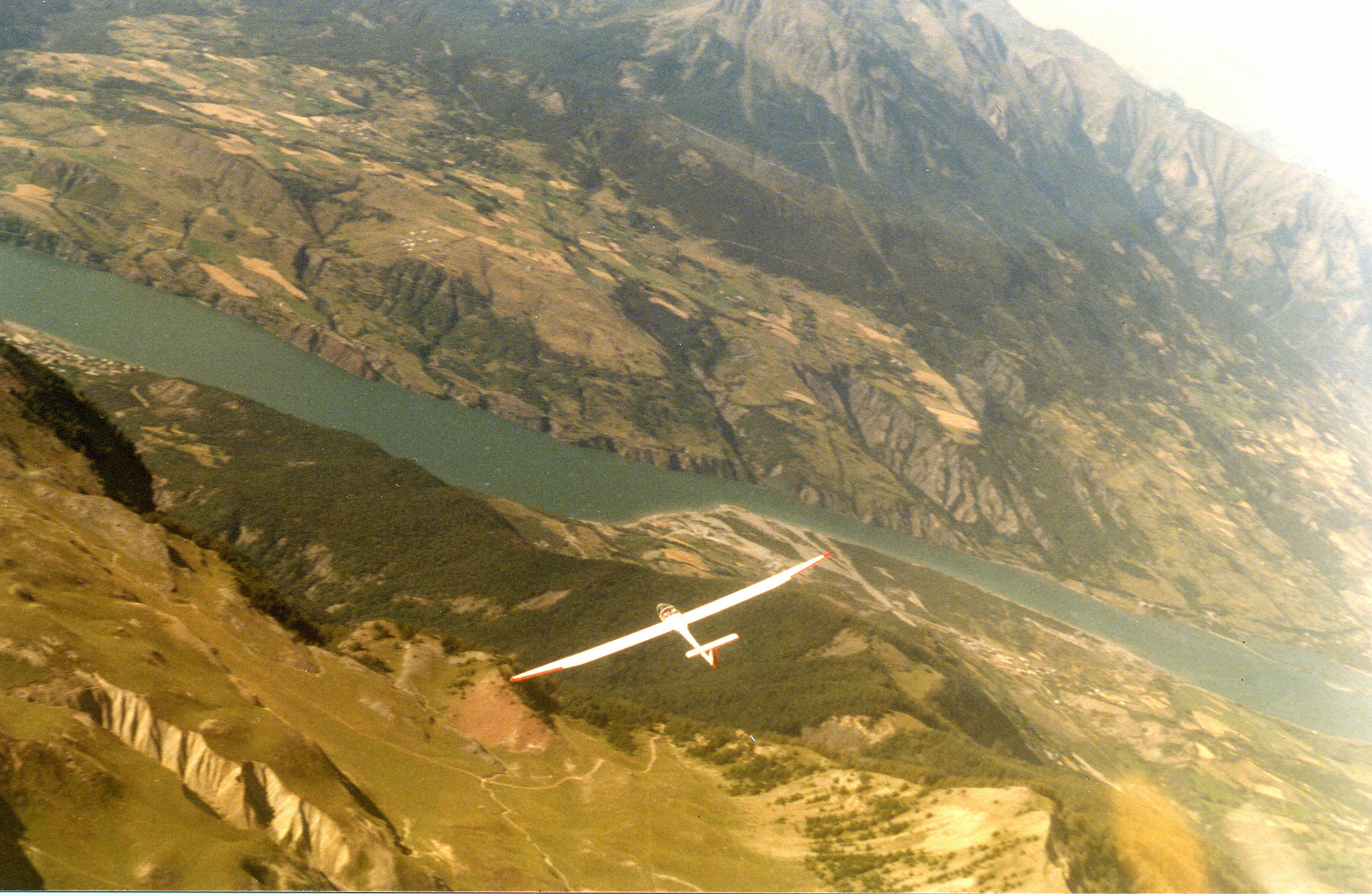
Zborul unui planor deasupra lacului Serre Ponçon

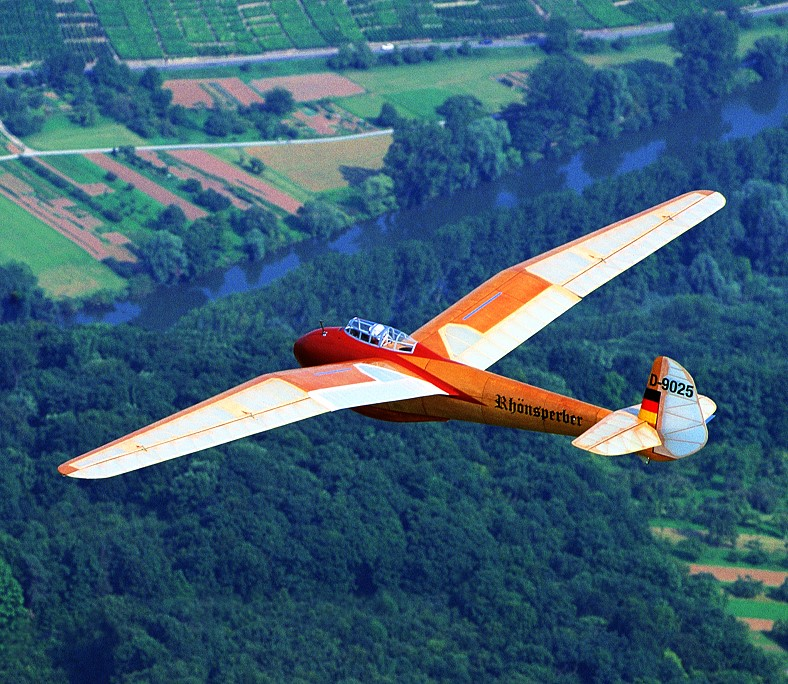
O replică zburătoare a planorului DFS Rhönsperber (1934)

Planorismul este zborul fără motor executat cu planoare, motoplanoare, și glisoare (primele apatate de zbor, premergătoare planoarelor). Este o ramură sportivă bine definită a sportului aviatic. Acest tip de zbor folosește curenți ascendenți, a căror energie este convertită în obținerea de altitudine cât și a unei viteze de zbor. 
Aparatele de zbor utilizate pentru planare sunt proiectate cu o alungire a aripii mare (raportul între anvergura aripii și coarda ei), iar din punct de vedere aerodinamic, cu o formă favorabilă pentru a avea finețe maximă, alfel spus, un unghi de planare minim. Finețea este o caracteristică importantă de comparare a planoarelor.

## Istoric

Zborul lui Lilienthal cu „Normalsegelapparat” pe Fliegeberg Berlin-Lichterfelde la 29 iunie 1895

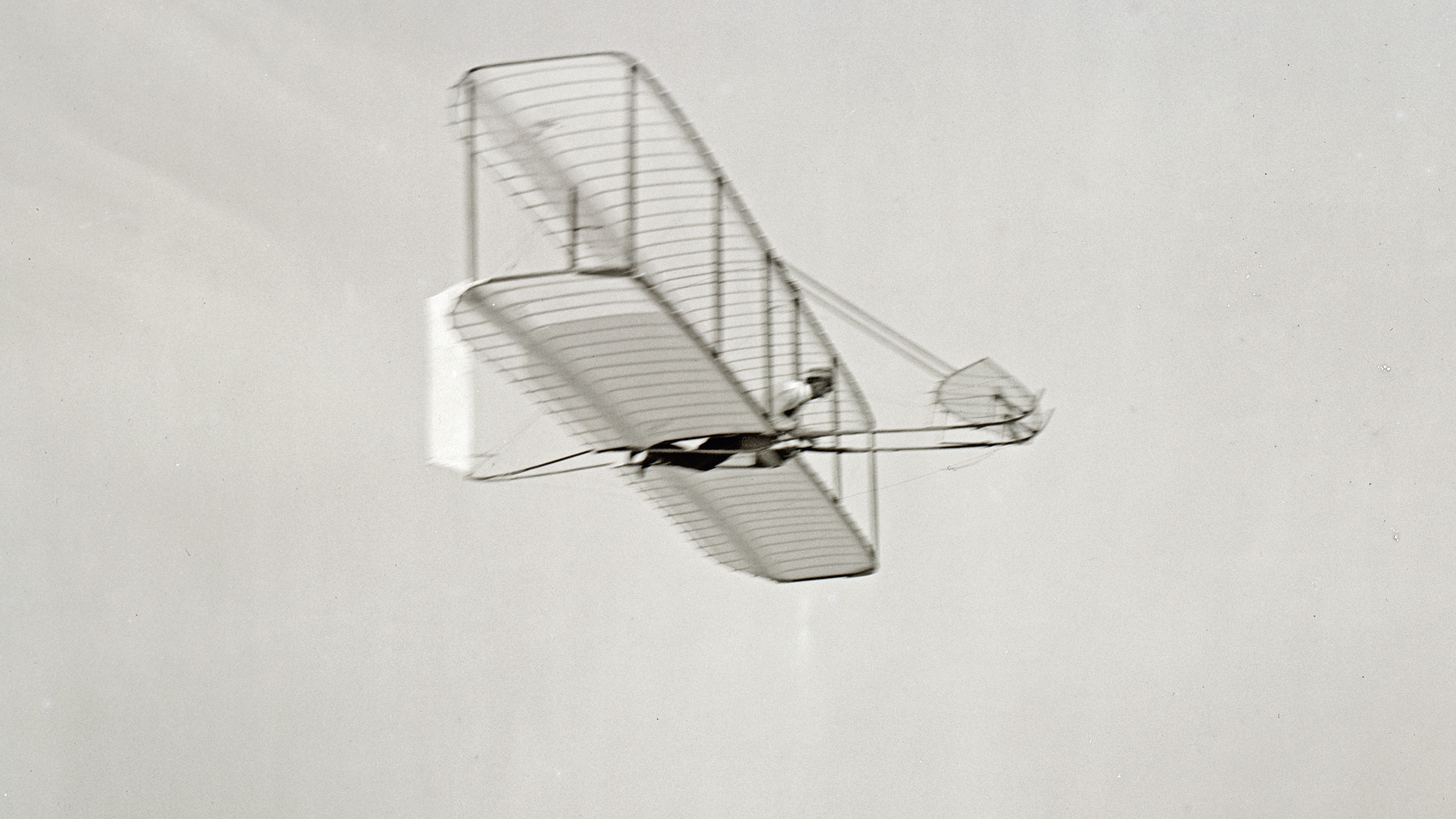
„Wright Glider” în zbor, lângă Kitty Hawk la 10 octopmbrie 1902

Inițial, planorismul consta doar dintr-un zbor planat, efectuat cu aparate construite din baghete de lemn și placaj, împânzite cu material textil. „Planoriștii” încercau să se lanseze de pe vârful unui deal cu pantă fără obstacole, obținând o planare de doar câteva secunde.
Prima persoană care a realizat în mod repetat un zbor cu un glisor numit „Derwitzer Gleiter” a fost germanul Otto Lilienthal. Acest aparat de zbor, a fost un glisor la fel ca primul aparat de zbor cu comenzi complete pentru toate cele trei axe spațiale necesare unui zbor aerodinamic, aparat numit „Wright Glider” și construit de frații Wright în 1902.
Otto Lilienthal a reușit deja în 1895 la încercările de a plana să utilizeze curenții ascendenți ai pantei pentru a mări distanța de zbor. La vânt puternic reușea chiar să plutească în aer deasupra locului de decolare.

## Startul

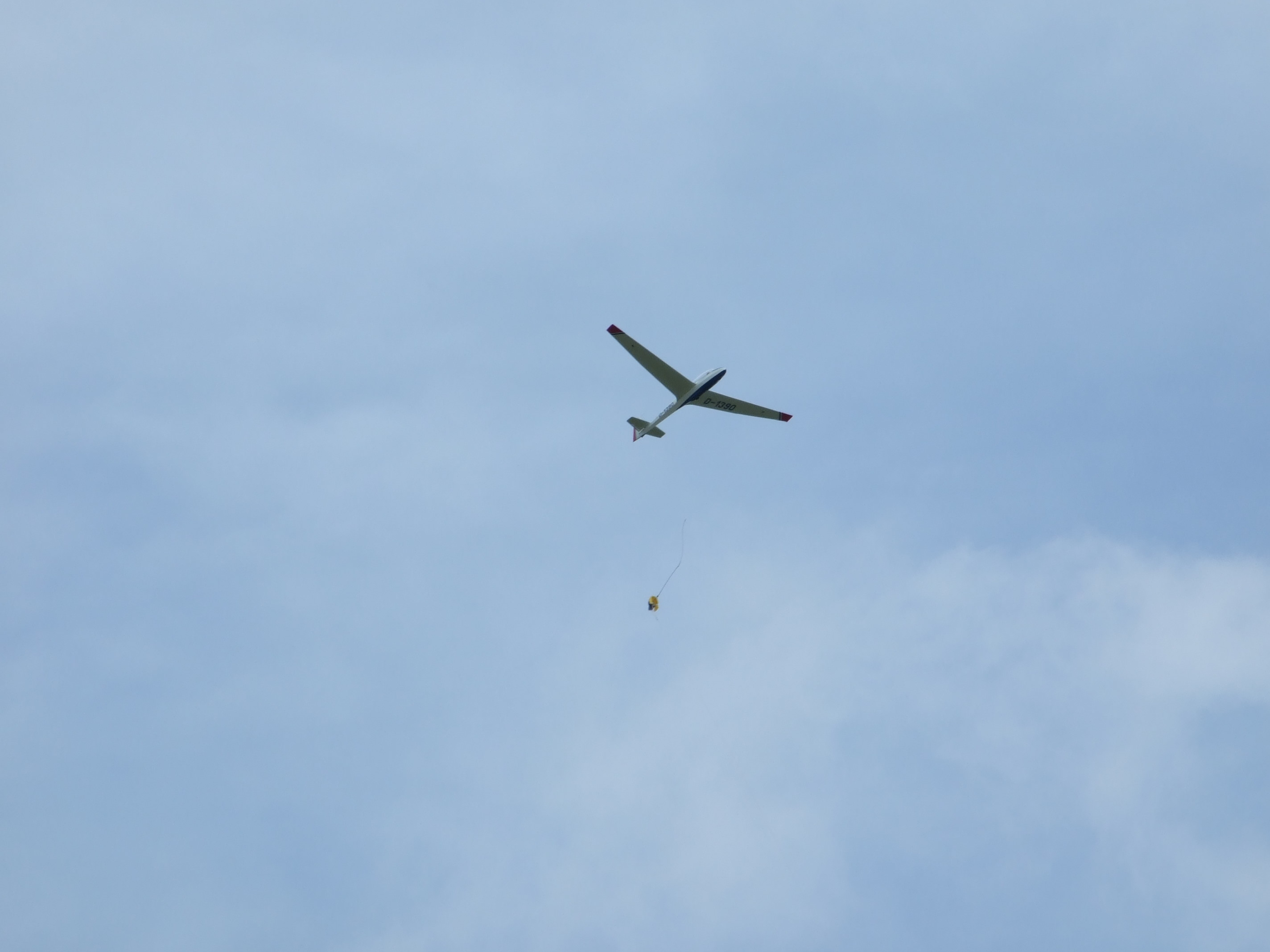
Planor imediat după declanșare, se văd cablul cu parașuta care cad

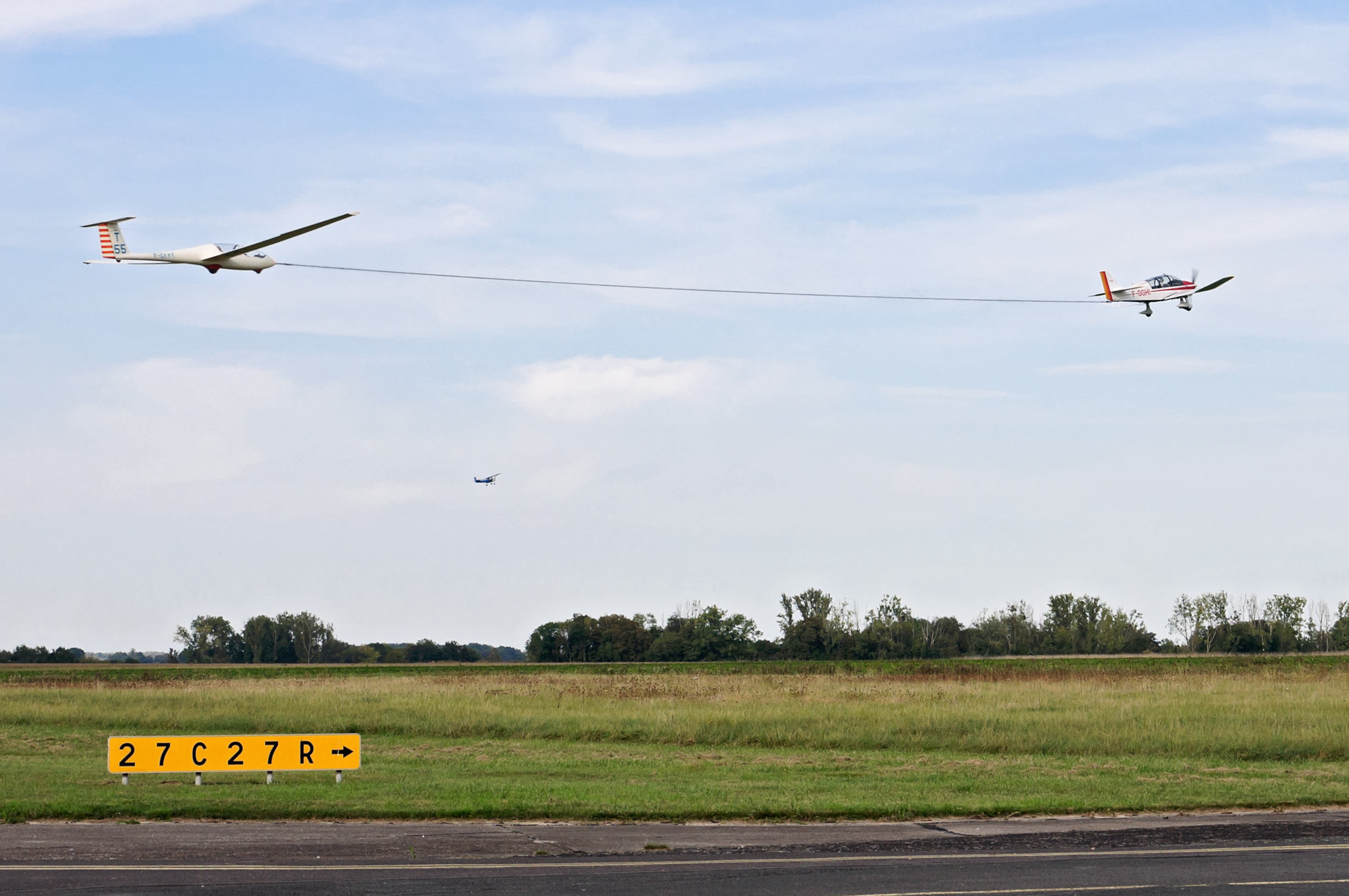
Remorcaj de avion:
Planor:Grob G 103 Twin Astir II;
Avion de remorcaj: Robin DR 400/180 R

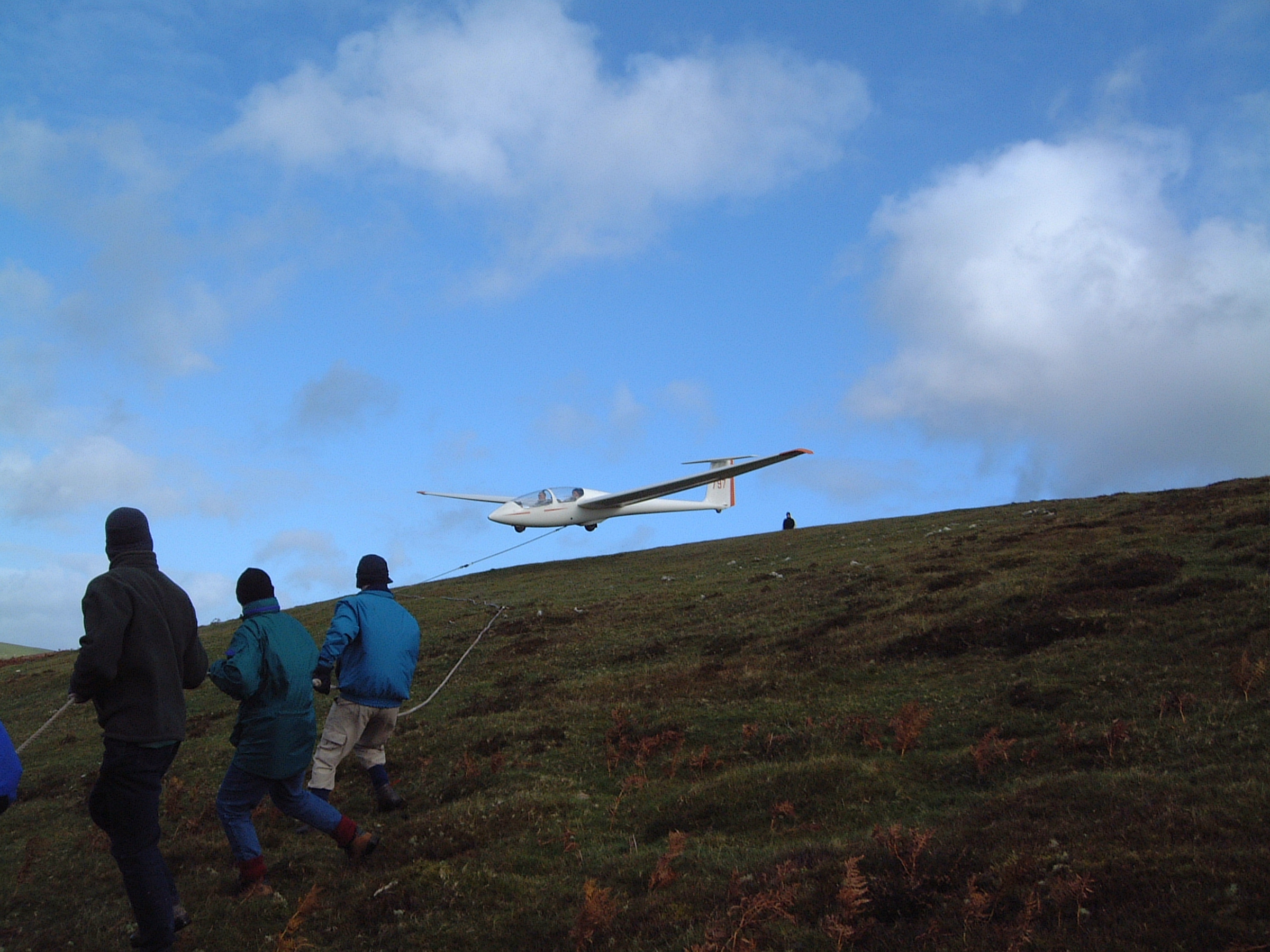
Lansare demonstrativă cu sandou al unui ASK-21

### Metode de lansare

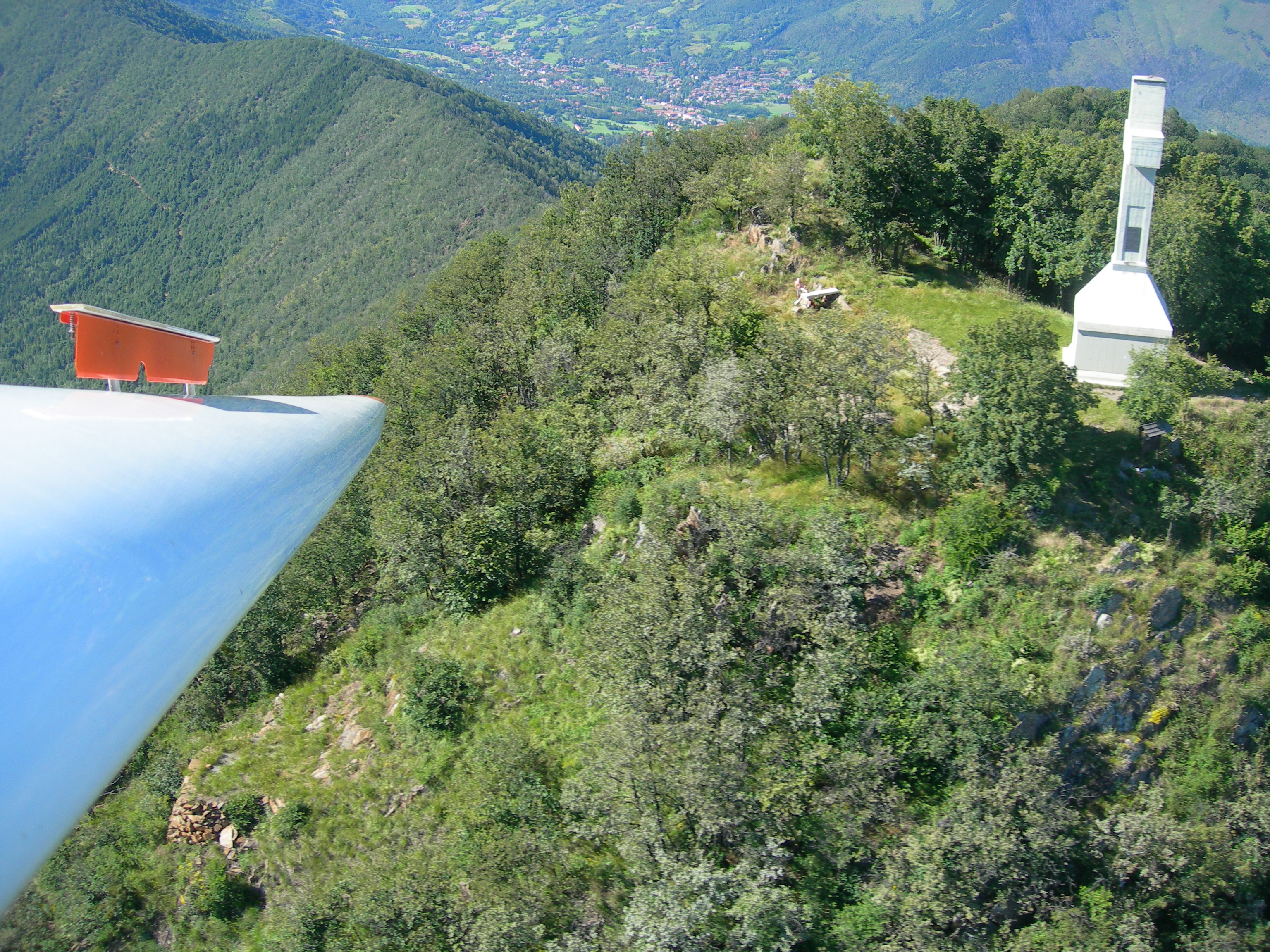
Planor în zbor la pantă pe Monte Musinè, lângă Torino

Regulă generală: întotdeauna starturile cât și aterizările se efectuează cu vânt din față. Pentru indicarea direcției vântului, se folosește la locul startului un dispozitiv numit mânecă de vânt.
Remorcaj de avion
Planorul este remorcat de un avion, până la înălțimea dorită. Când s-a atins înălțimea stabilită de cei doi piloți (avion și planor), pilotul avionului balansează din aripi iar pilotul planorului declanșează cablul de remorcaj. În caz extrem de nevoie, poate și pilotul remorcherului declanșa acest cablu. Oricum, înainte de aterizare, pilotul remorcherului survolează terenul de zbor și lansează cablul de remorcaj la un loc stabilit.

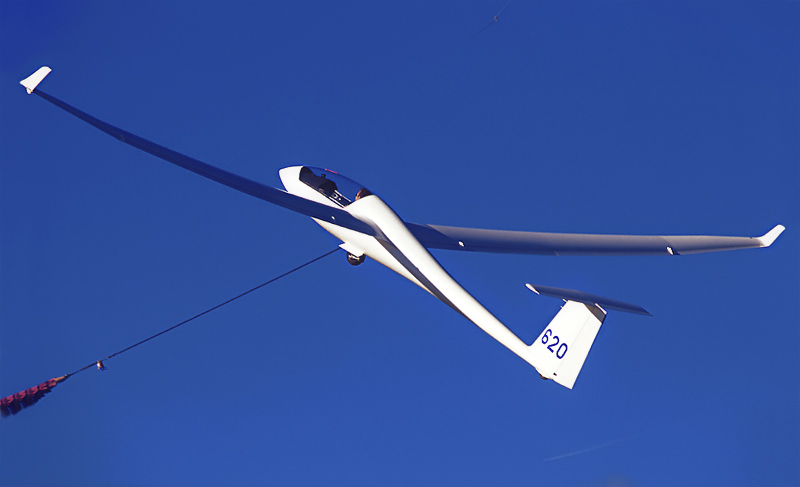
Remorcaj de mosor
Un mosor de cca. 280 cai putere, cu doi tamburi se află într-un capăt al pistei; cablurile sunt desfășurate de-a lungul pistei, până la locul de start al planoarelor. Un planor se cuplează la primul cablu, iar după procedura de start, este tractat de cablul care se înfășoară cu viteză pe tambur. După ce primul planor a ieșit din zona aeriană de start, se repetă aceeași procedeu cu al doilea cablu cu următorul planor.
După declanșarea automată a cablului de tractat (pentru siguranță, pilotul planorului trebuie să declanșeze și el de trei ori manual dispozitivul de declanșare) și cablul a căzut la sol, cele două cabluri sunt din nou întinse până la locul de start.
Înălțimea atinsă variază în funcție de lungimea cablului (de regulă 900-1000 m), tăria vântului și de îndemânarea pilotului și poate fi între 300-600 metri.
Lansare cu sandoul
Sandoul era un cablu elastic din fire de cauciuc foarte puternic, cu care se lansa planorul pe o pantă lină de pe vârful unui deal. Acest mod de lansare, actual nu se mai folosește.

### Zborul
În funcție de tipul de curenți care sunt exploatați pentru a câștiga altitudine sau a se menține în zbor, vorbim de zbor termic, zbor de pantă sau zbor în undă.
- Zbor termic: exploatează ridicarea maselor de aer în urma încălzirii lor, atunci când aerul din straturile inferioare în contact cu solul mai cald se ridică spre straturile mai reci de deasupra. Adesea se formează grămezi de nori cumulus la vârful curenților ascendenți (sau termici) de aer cald.
- Zbor la pantă sau zbor dinamic: profită de ridicarea orografică cauzată de un lanț montan perpendicular pe direcția vântului. Aerul, întâlnind un obstacol deosebit de mare, este forțat să se ridice pentru a trece peste el, acționând ca curent ascendent. Aproape de vârf este generat un curent ascendent de aer pe care planorul îl poate exploata zburând de-a lungul creastei lanțului muntos, în apropierea vârfului. Atunci când aceleași relief suflat de vânt este de asemenea, iradiate de soare, cele două efecte se pot adăuga, generând o ridicare termo-dinamică a aerului.
- Zbor în undă: după trecerea vântului peste un lanț muntos, în anumite condiții,acesta tinde să ia o mișcare ondulatorie. Dacă planorul reușește să se poziționeze împotriva vântului în secțiunea ascendentă a valului, va putea lua înălțime urmând profilul undei.

### Aterizarea
La școala de zbor, înainte de a ajunge la primul zbor solo, startul și aterizarea aparțin celor mai importante țeluri de învățământ deoarece a zbura înseamnă și a ateriza. Aterizarea la fel ca și decolarea se face contrar vântului. Cu cât vântul este mai puternic, cu atât aterizarea va fi mai scurtă. De regulă terenul de zbor are doar două direcții de aterizare iar vântul (conform busolei) încă alte 358 direcții posibile, șansa de vânt lateral este mare. Pentru a vedea exact direcția și intensitatea vântului, este de mare ajutor mâneca de vânt, prinsă pe un catarg de trei-patru metri. Acest sac conic deschis la capete, cu dungi de culoare alb-roșu pentru a fi bine vizibil din aer, este direcționat de vânt astfel încât partea mică a conului arată direcția lui. Poziția lui față de orizontală indică puterea vântului. 

## Competiții

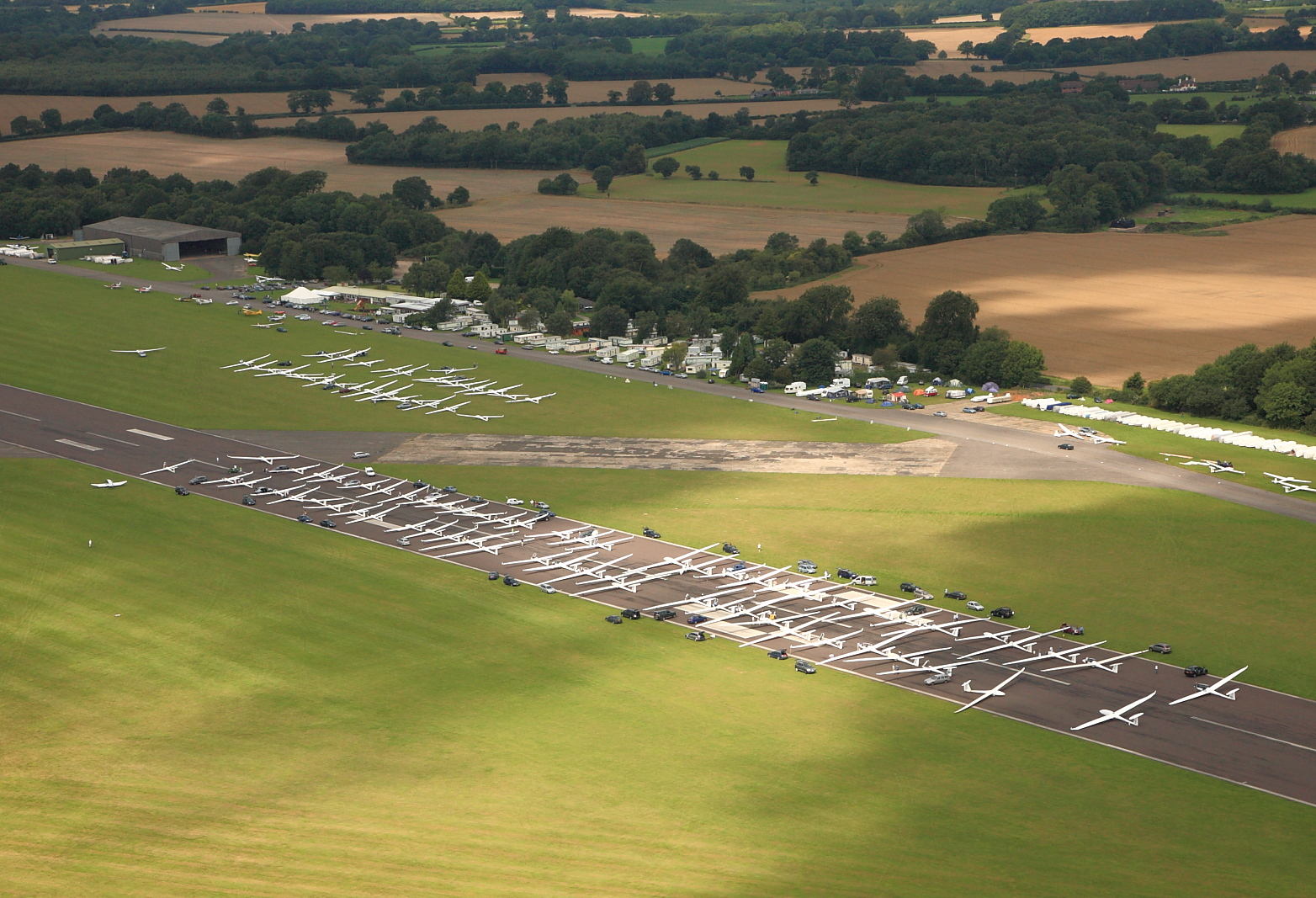
Concurenți la Campionatul Național de clasă deschisă 2009, Campionatul Național de clasă standard și competiția regională de planare Lasham la Aeroportul Lasham, Marea Britanie.

Planorismul privit ca sport are următoarele probe de concurs: 
- zbor de înălțime
- zbor de durată
- zbor de distanță
- zbor în circuit
- zbor acrobatic

Recordul mondial de înălțime a fost înregistrat la traversarea Anzilor: peste 15.000 de metri, aproape de stratosferă. În România, curenții din Carpați au ridicat un planor la recordul național de 11.040 de metri. Recordul național de înălțime a fost stabilit în 15 noiembrie 1977 de către Erwin Rosch. El a decolat de la Sânpetru, Brașov remorcat de avion, pilotând un planor Foka 5.